# 瓦里耶
瓦里耶（法語：Varilhes，法語發音：[vaʁij]），法国西南部城市，奥克西塔尼大区阿列日省的一个市镇，隶属于富瓦区，其市镇面积为11.76平方公里，2022年1月1日时人口数量为3,491人，在法国城市中排名第3,177位。
瓦里耶位于阿列日省中北部，阿列日河畔，是一个区域性的中心城市，法国国道N20线和波尔泰圣西蒙－普伊格塞尔达铁路由此通过。

## 地名来源

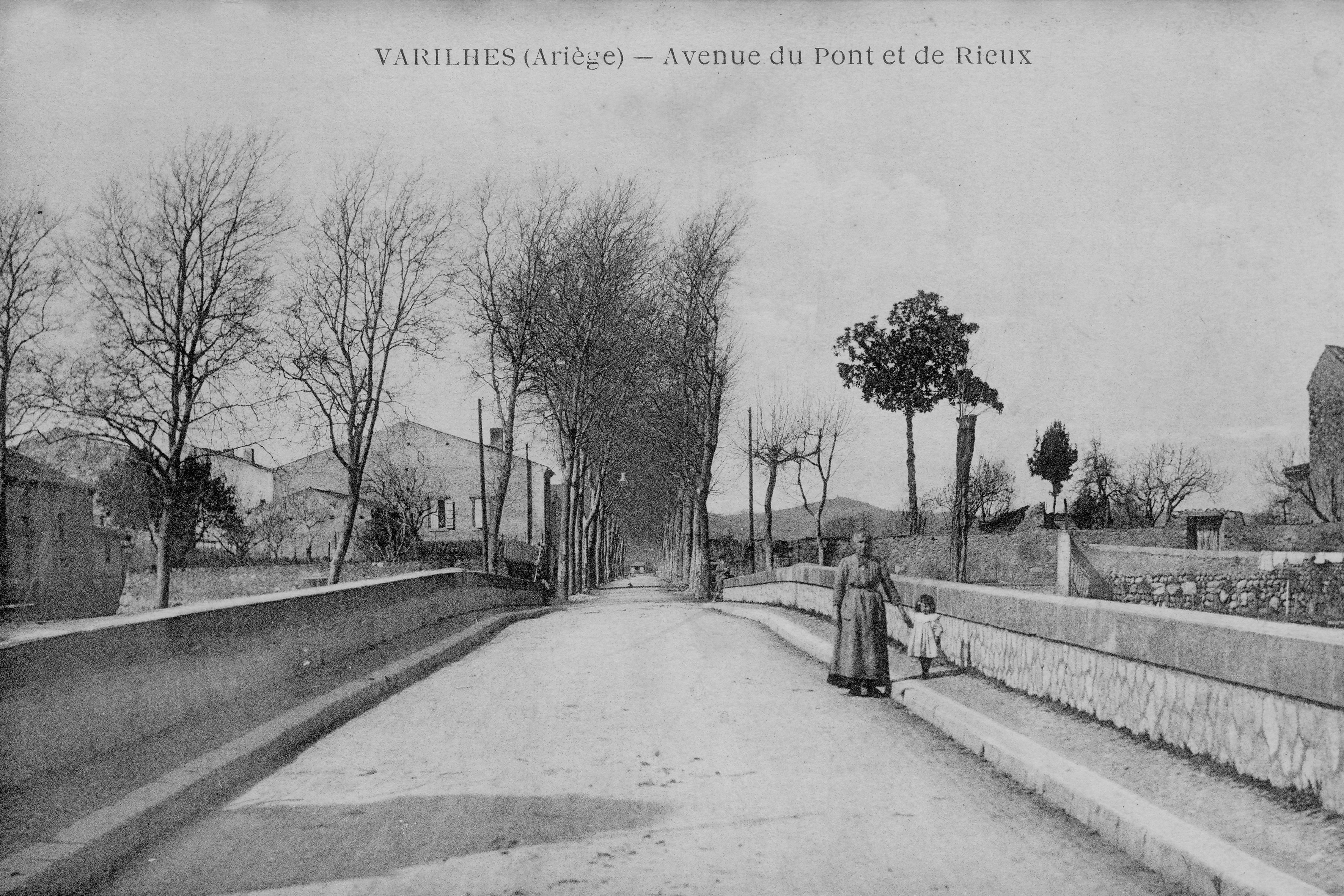
19世纪末的瓦里耶

“Varilhes”一名出自拉丁语“Vallis”，意为“峡谷”，可能与当地的自然地理特征有关。
该地名“Varilhes”发音为[vaʁij]（“ilh”的拼写受奥克语影响），根据实际发音其应译作“瓦里耶”（同“Varilles”译），《世界地名翻译大辞典》、《世界地名译名词典》与《法国地图册》将其误译作“瓦里勒”，且中文谷歌地图也采用了此译名。

## 历史
瓦里耶的早期历史尚不清楚，中世纪初该地为图卢兹伯国的一部分，1012年起阿列日河流域被分出富瓦伯国，后者一直延存到了十八世纪末。其间，瓦里耶境内可能建有一处城堡，但在宗教战争期间被摧毁，其遗址位置尚有待确认。法国大革命后，瓦里耶成为阿列日省的一个市镇。工业革命期间，沿阿列日河修建的波尔泰圣西蒙－普伊格塞尔达铁路及国道N20线相继建成通车。20世纪末，随着富瓦及帕米耶的城市扩张，瓦里耶的人口数量有所增加。

## 地理

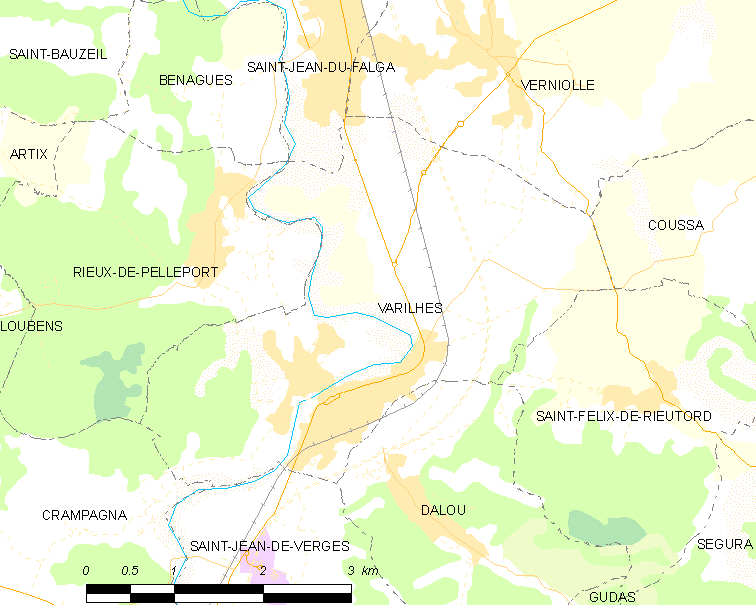
瓦里耶市镇范围地图

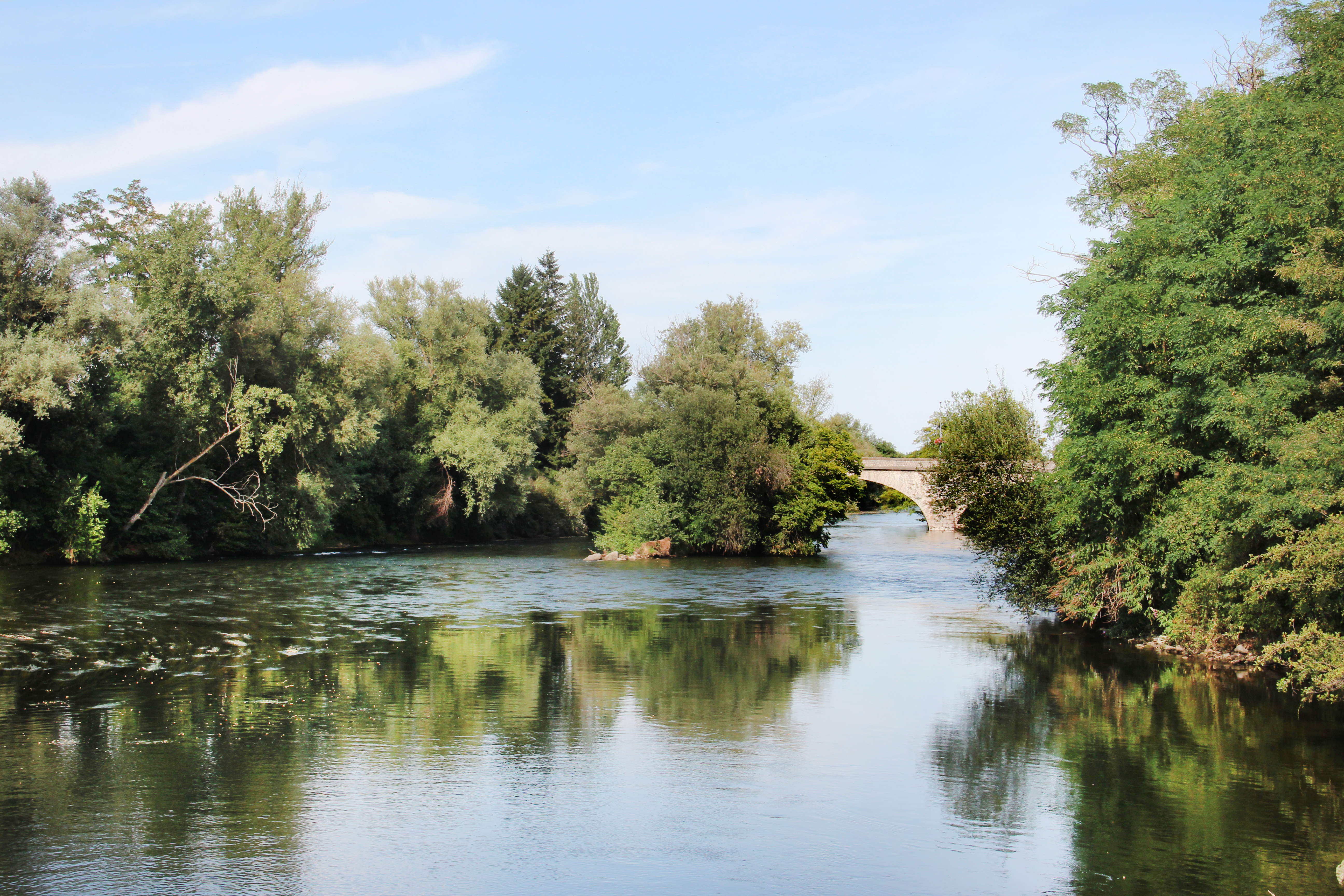
阿列日河瓦里耶段

瓦里耶位于法国西南部，奥克西塔尼大区西南部和阿列日省中北部，距离省会富瓦大约11公里。与瓦里耶接壤的市镇包括：库萨、克朗帕尼亚、里约德佩勒波尔、圣费利克斯-德里约托尔、圣让德韦日、圣让迪法尔加、韦尔尼奥勒、达卢、伯纳格。

### 地形
瓦里耶位于普朗托雷勒山脉与比利牛斯山脚之间的过渡地带，境内以丘陵和平原为主，市镇中心位于一处地势较为平坦的河谷冲积平原地带，市镇范围西侧为山地，全境海拔在309到592米之间。

### 水文
瓦里耶位于加龙河流域范围内，阿列日河干流自西南向东北流经瓦里耶镇中心，其右岸支流达卢溪（ruisseau de Dalou）自南向北流经镇中心。

### 植被
瓦里耶属于温带阔叶混交林区，林地主要分布于河流附近及丘陵地带。
在鲜花城市的评比中，瓦里耶被评为1星级鲜花城市。

### 气候
瓦里耶在柯本气候分类法中属于带有山地特征的地中海气候。

## 行政区划
瓦里耶的市镇编号为09324，邮政编号为09120。
在行政管理方面，瓦里耶隶属于法国奥克西塔尼大区阿列日省富瓦区；在地方选举方面，瓦里耶是阿列日河谷县的中央投票站所在地，其市镇范围全境被划入阿列日省第一选区；在社会管理方面，瓦里耶是富瓦-瓦里耶地区城市圈公共社区的组成部分。
截至2023年2月，瓦里耶暂无城市敏感街区及城市政策优先街区。
法国国家统计与经济研究所（简称）在进行数据统计时，将瓦里耶及相邻的另外9个市镇设为帕米耶城市核心区，并将包括核心区在内的周边共29个市镇划为帕米耶城市区。自2020年起，帕米耶城市区被包含52个市镇的帕米耶城市辐射区代替。此外，还将瓦里耶市镇整体看作一个“块区”（IRIS），以便于统计人口分布情况。

## 交通

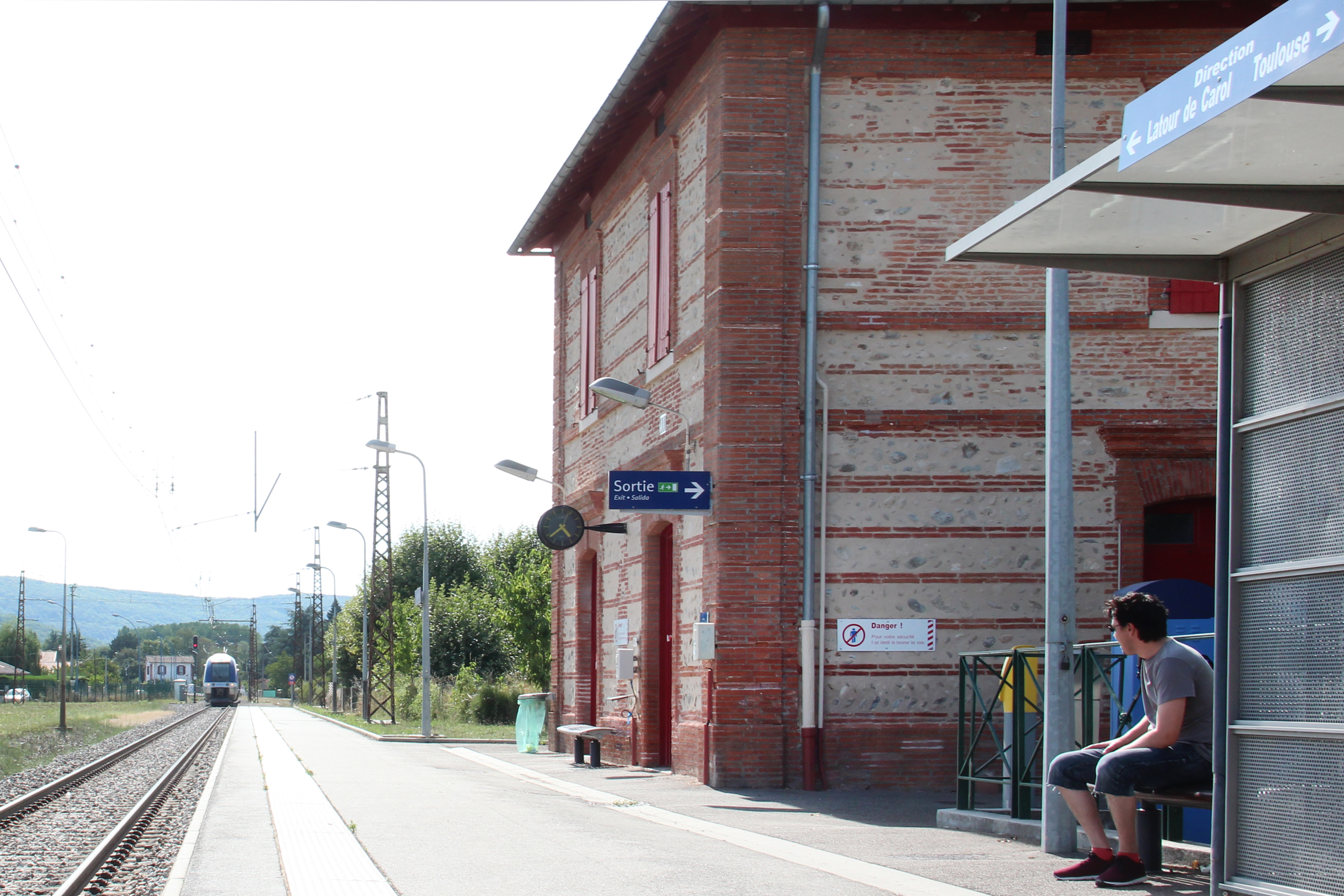
瓦里耶火车站的站台

### 公路
法国国道N20线和多条阿列日省省道在瓦里耶境内交汇。奥克西塔尼大区下属的城际客运提供巴士线路，可前往周边部分市镇。
2019年，76.3%的瓦里耶家庭拥有至少一辆私人汽车。2019年，瓦里耶境内共发生各类交通事故4起，造成4人受伤，其中3人重伤。
| 4b | 11 |

| 富瓦 | 10 |

| 帕米耶 | 10 |

| 拉沃拉内 | 29 |

### 铁路
瓦里耶位于波尔泰圣西蒙－普伊格塞尔达铁路上。瓦里耶站位于市区南部，停靠往返于图卢兹和富瓦一线的区域列车。

### 航空
距离瓦里耶最近的民用航空站为图卢兹-布拉尼亚克机场，后者距离瓦里耶市中心的公路里程约82公里。

### 城市公共交通
截至2023年2月，瓦里耶暂无城市公共交通系统。

## 政治

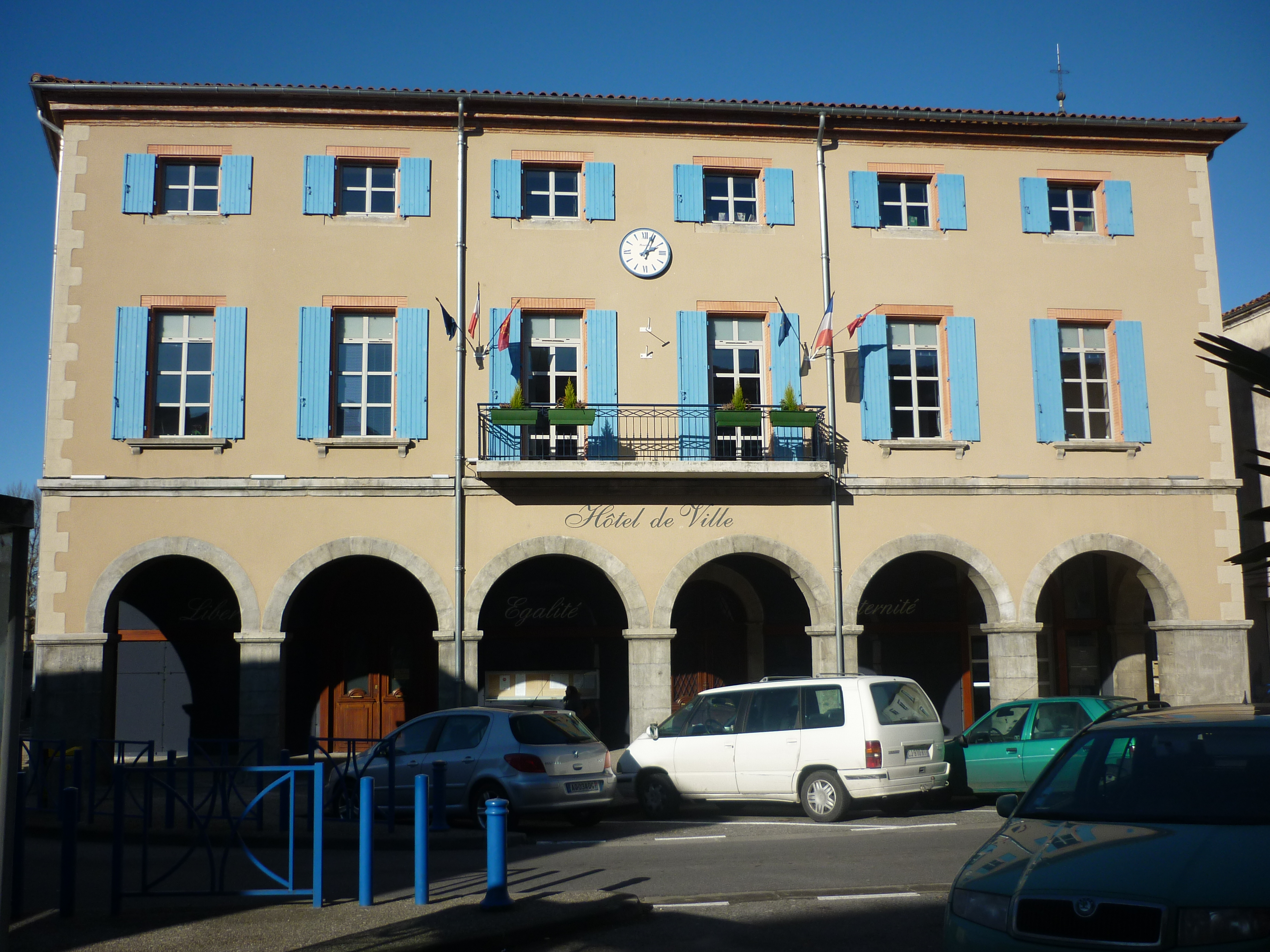
瓦里耶市政厅

瓦里耶的现任市长为马尔蒂娜·埃斯特邦女士（Martine ESTEBAN），她是一名左翼无党派人士的一名成员，在2020年的市政选举中获得了61.66%的支持率。
在2022年的法国总统大选中，法国极右翼政党国民阵线主席玛丽娜·勒庞在瓦里耶获得了52.06%的支持率。

## 人口
2019年，瓦里耶市镇人口数量为3,495，在法国排名第3,177位。其中男性1,690人，女性1,805人，75岁及以上人口占10.7%，外籍人口数量为73人，人口密度为297人/平方公里，当地居民被称为（男性）或（女性）。2020年，瓦里耶境内出生26人，死亡人口31人。
| 瓦里耶1901年－2020年人口变化情况 |
|                                  |
| 数据来源：Cassini、INSEE         |

## 经济

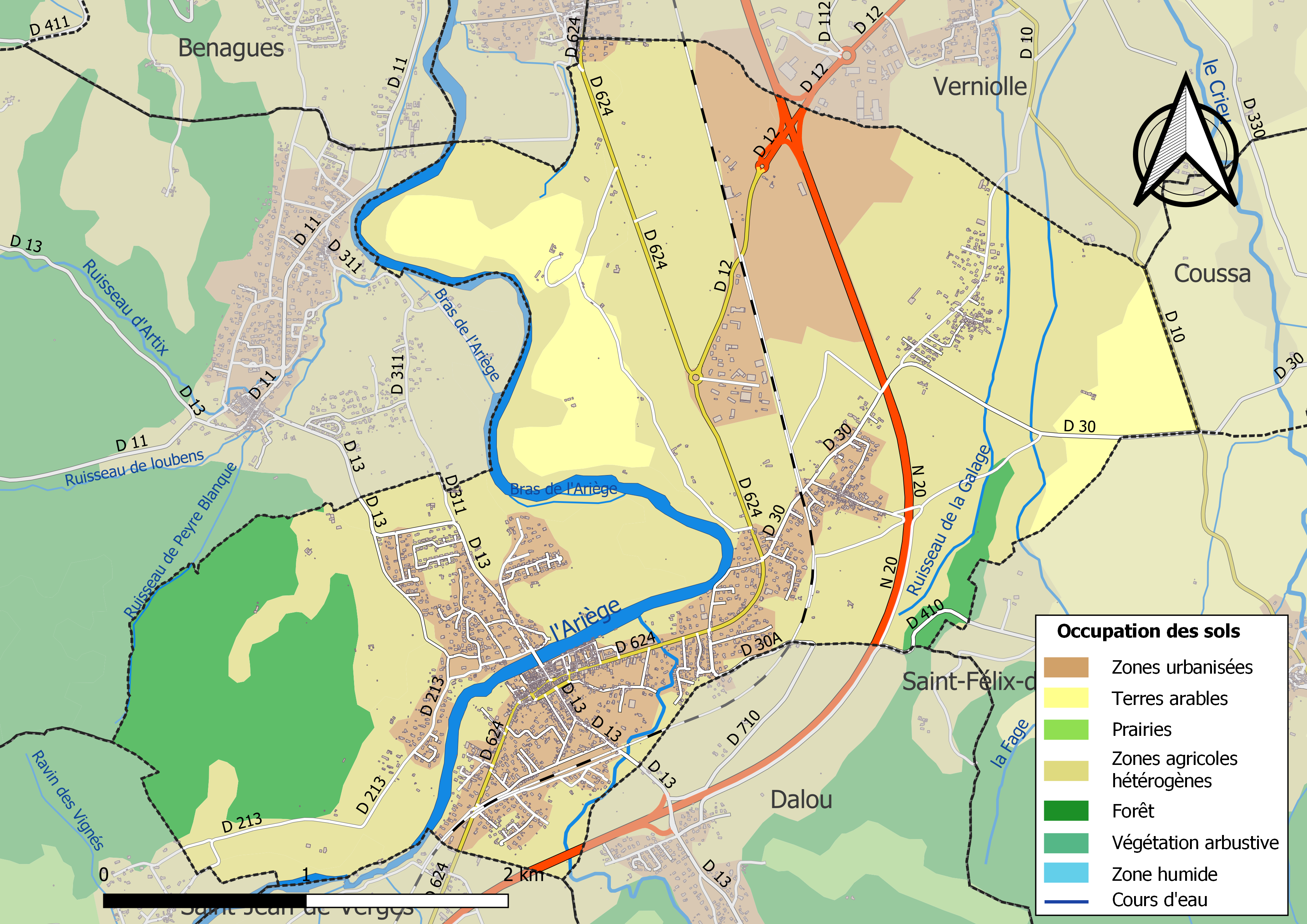
瓦里耶土地利用情况地图

瓦里耶是一个区域性的中心城市。截止2023年2月，瓦里耶市镇范围内共有各类用人单位（包含自雇）555家，平均历史为15年，其中98.88%为中小型企业（PME），2022年12月至2023年2月间，当地的经济活力指数为1.44%。（手工业）、（垃圾处理）及（机械工程）是当地2021年营业额最高的三个企业，分别为9,078,094欧元、1,840,805欧元和1,375,743欧元。

## 财政与居民收入
2021年，瓦里耶的财政收入总额为2,636,960欧元，财政支出总额为2,326,710欧元，当年的债务总额为2,219,850欧元。2021年，瓦里耶市镇通过增值税获得41,960欧元的收入，此外当地还共获得了227,800欧元的国家直接财政补助。
2020年，瓦里耶的人均月收入总额为2,034欧元，其中高级职员为3,886欧元，低于法国平均水平（4,230欧元）；中级职员为2,310欧元，低于法国平均水平（2,411欧元）；普通职员为1,629欧元，亦低于法国平均水平（1,740欧元）。
2019年，瓦里耶境内的贫困率为12%，青壮年（15至64岁）失业率为12.1%；当地48.5%的家庭拥有纳税资格，平均纳税3,186欧元，低于法国平均水平（3,910欧元）。

## 社会事务

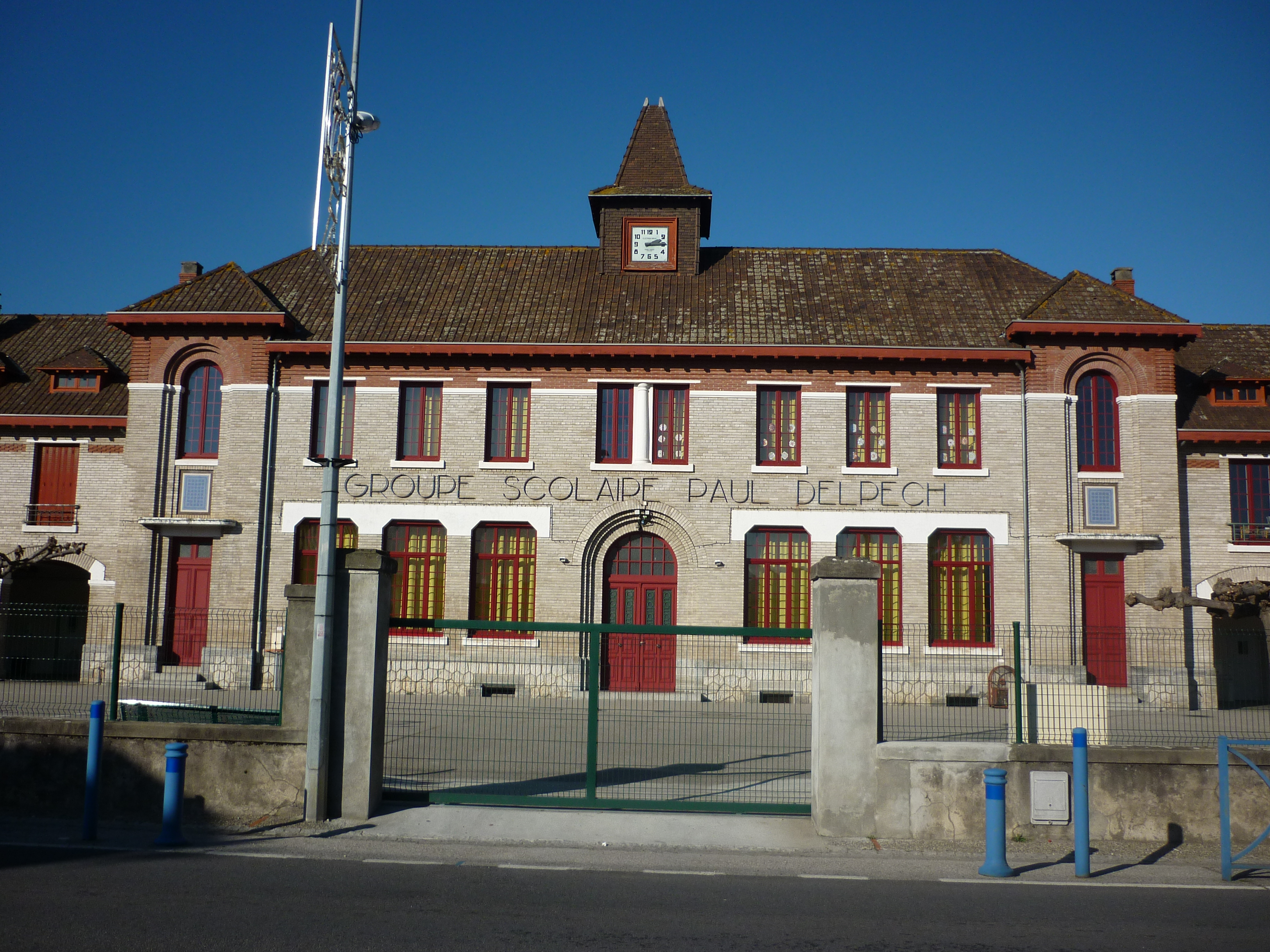
瓦里耶的一所学校

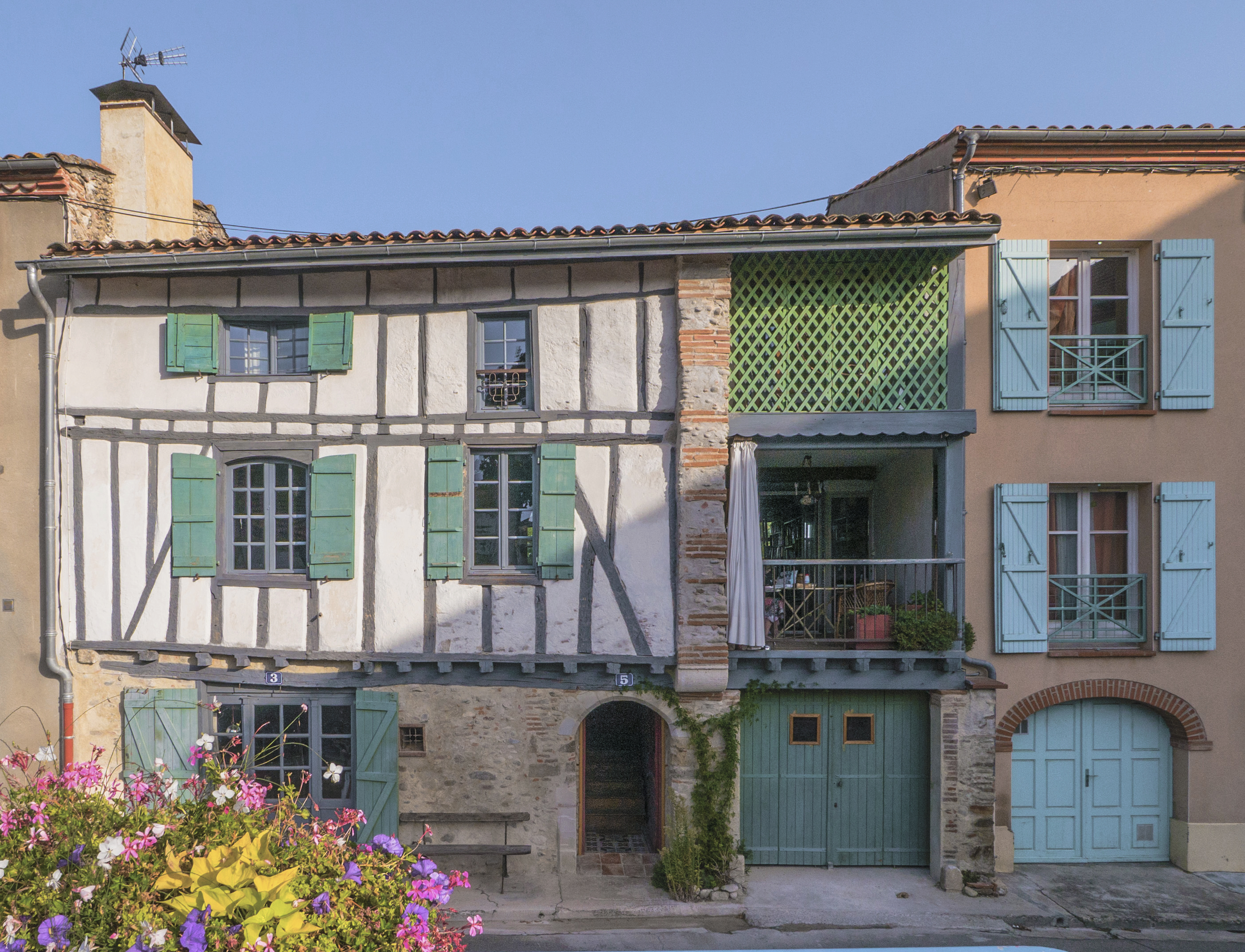
瓦里耶境内的传统建筑

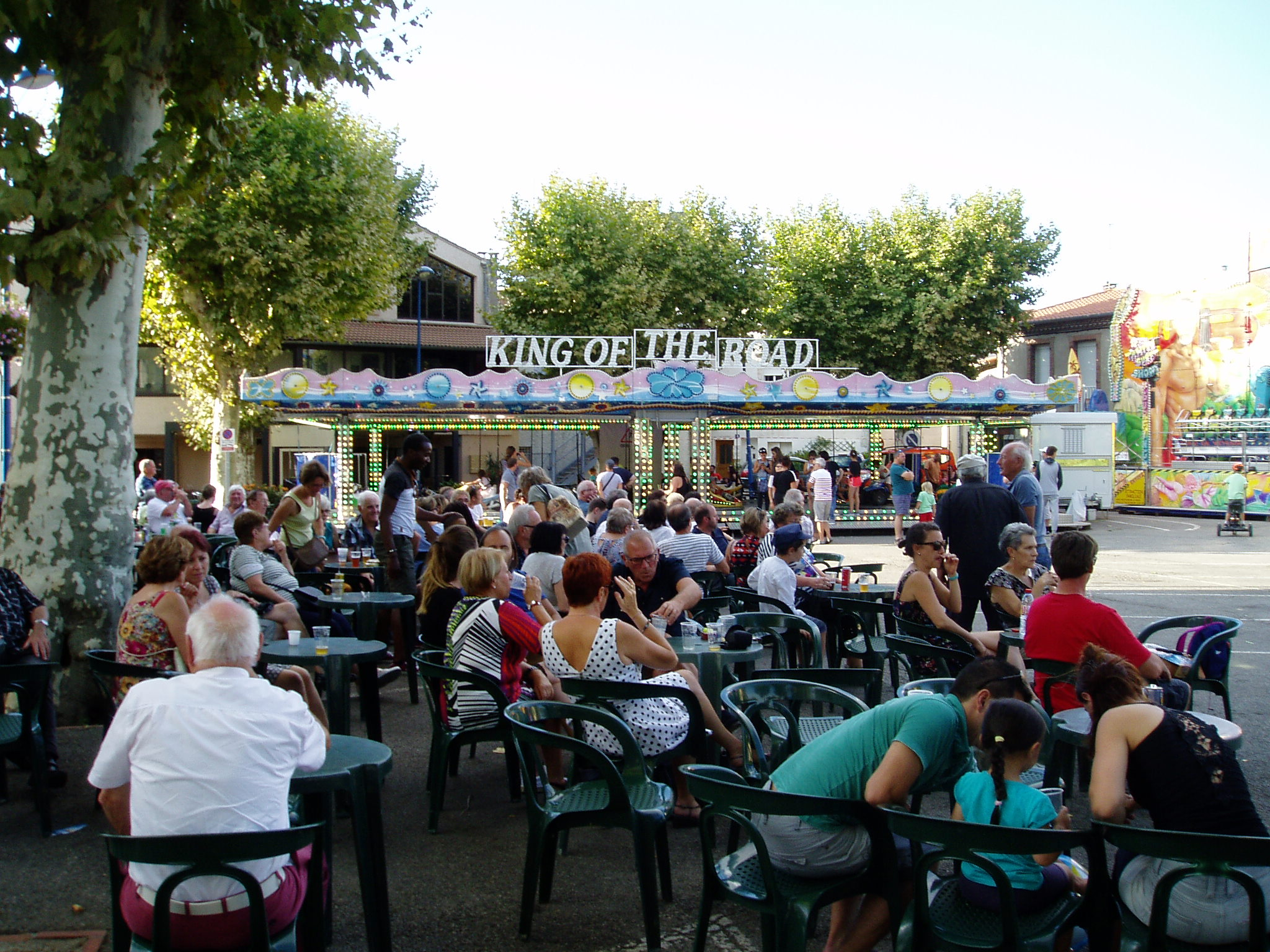
瓦里耶镇中心自由广场附近的人群

### 教育
瓦里耶属于图卢兹学区。截止2021年1月1日，瓦里耶境内共有2所小学。

### 医疗
截止2021年1月1日，瓦里耶境内共有全科医生3名、保健师6名、牙医1名、护士16名和助产士2名。境内共有药房1家、残疾人帮扶中心2家。
距离瓦里耶最近的区域性医疗机构为“阿列日河谷市际中心医院”（Centre hospitalier intercommunal des vallées de l'Ariège），其主病区位于圣让德韦日，距离瓦里耶市区的正常车程在5分钟以内，该院设有床位354个，是当地规模最大的公立综合性医院。

### 住房
2019年，瓦里耶境内共有各类住房1,891套，其中82.5%为独立式居民区，15.5%为集中式居民区。常住房屋占瓦里耶市镇范围内居民建筑总量的87.6%。
在住房保障政策方面，2021年，瓦里耶境内共有254户家庭获得了住房经济补助，受益人数占总人口数量的7.3%，其中244份为房租补助。

### 商业
2021年，瓦里耶境内共有各类实体商铺91家，其中餐厅7家、大型超市1家、杂货店2家、面包房3家、肉铺2家、书店1家、银行门店1家、美容美发店8家、汽车维修店4家。市区中东部建有一家家乐福便民超市。

### 体育
2021年，瓦里耶境内共有1家游泳池、1间体育馆、3处网球场以及1处足球或橄榄球场。
截至2023年2月，瓦里耶境内共有两家注册足球俱乐部。瓦里耶-圣让德韦日前进俱乐部（Entente la Varilhoise St Jean de Verges，编号541857）是当地的代表性足球队，其主队2022至2023赛季参加阿列日省足球联赛乙组（法国第十级别），其主场为亨利·拉波尔特球场（Stade Henri Laporte）。

### 环境
瓦里耶的环境事务由其所属的富瓦-瓦里耶地区城市圈公共社区联合各级政府协调负责。2021年，瓦里耶境内暂无污染企业。

### 治安
2021年，瓦里耶市镇范围内有1处宪兵队。
瓦里耶及其附近的共117个市镇是帕米耶国家宪兵队（zone gendarmerie de Pamiers）的管辖范围。2020年，该宪兵队累计记录各类案件1,824起，其中盗窃类案件810起，经济类案件267起，毒品交易类案件60起。

## 文化

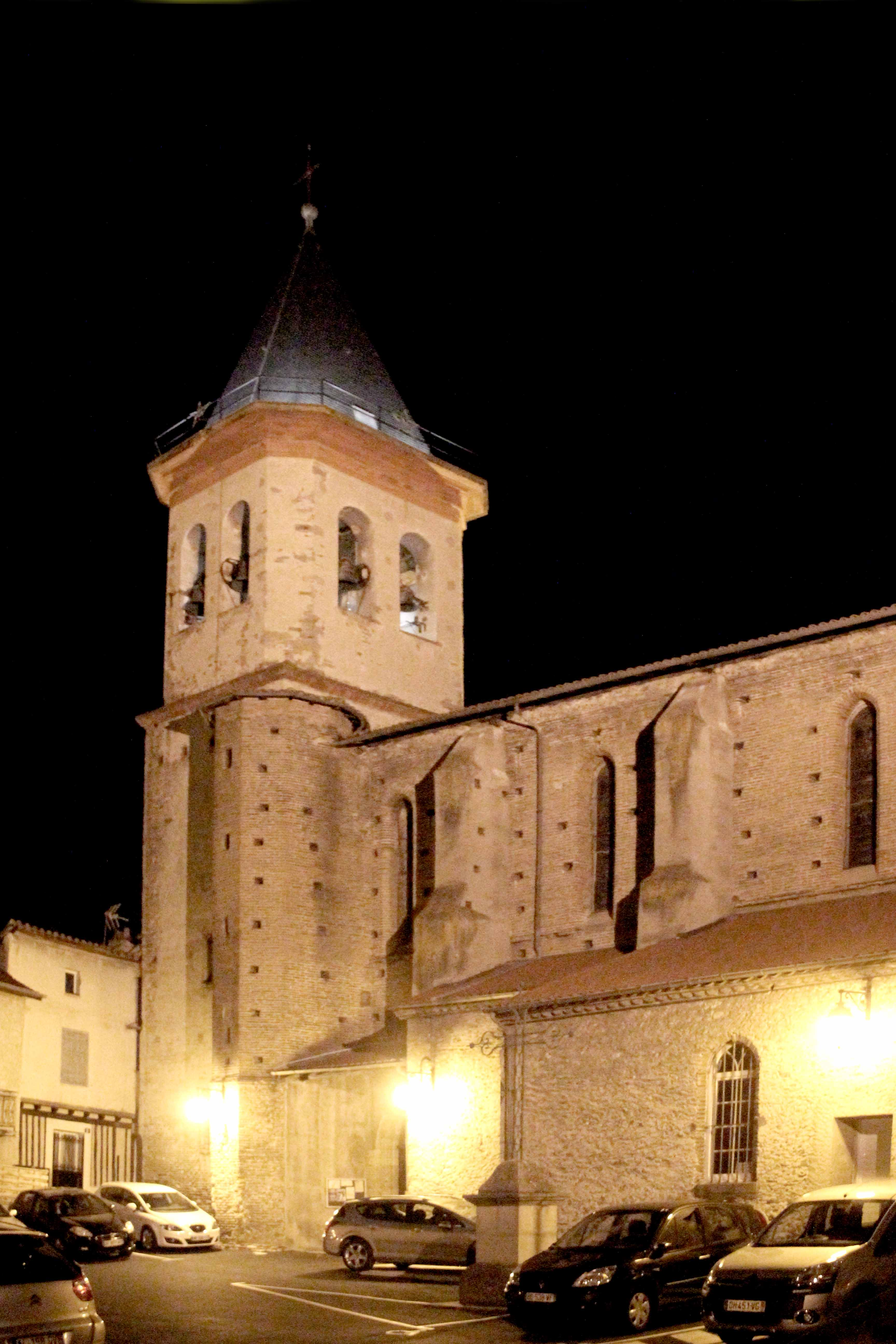
瓦里耶升天教堂

2021年，瓦里耶境内暂无任何文化设施。瓦里耶市政府提供多媒体中心，每周二、三、五、六向公众开放。

### 建筑
瓦里耶境内有多处历史建筑，其中瓦里耶升天教堂（Église de l'Assomption de Varilhes）是当地的地标性建筑物。

### 旅游
瓦里耶的旅游事务由其所属的富瓦-瓦里耶地区城市圈公共社区负责。2022年，瓦里耶境内共有1家酒店共计8间房间。

### 媒体
法国主要的媒体均可在瓦里耶接收，法国电视三台下属的奥克西塔尼大区频道在部分时段播出瓦里耶所在阿列日省的地方新闻。

## 友好城市
截至2023年2月，瓦里耶暂未建立任何友好城市关系。